# Crystal Springs (Alberta)
Crystal Springs est un village d'été (summer village) du Comté de Wetaskiwin No 10, situé dans la province canadienne d'Alberta.

## Démographie
En tant que localité désignée dans le recensement de 2011, Crystal Springs a une population de 90 habitants dans 44 de ses 146 logements, soit une variation de -19,6 % avec la population de 2006. Avec une superficie de 0,577 1 km2, village d'été possède une densité de population de 155,952 2 hab/km2 en 2011.
Concernant le recensement de 2006, Crystal Springs abritait 112 habitants dans 48 de ses 124 logements. Avec une superficie de 0,577 1 km2, village d'été possédait une densité de population de 194,1 hab/km2 en 2006.
| 2001 | 2006 | 2011 | 2016 |
| ---- | ---- | ---- | ---- |
| 72   | 112  | 90   | 51   |